# Melville Best Anderson
Melville Best Anderson (* 28. März 1851 in Kalamazoo, Michigan; † 22. Juni 1933 in La Jolla, Kalifornien) war ein US-amerikanischer Romanist, Italianist  und Anglist.

## Leben
Anderson studierte an der Cornell University. Nach dem Abschluss 1872 war er Gymnasiallehrer in Appleton (Wisconsin). Von 1875 bis 1877 studierte er in Göttingen und Paris. Dann lehrte er ab 1877 an der Butler University, ab 1880 am Knox College, ab 1886 an der Purdue University, ab 1887 an der Iowa State University und schließlich (auf Betreiben seines Freundes David Starr Jordan) von 1891 bis 1910 als erster Chairman des English Department der neu gegründeten Stanford University. Nach seiner Emeritierung forschte er noch mit einem Carnegie-Stipendium in Italien.

Anderson arbeitete 20 Jahre an der  Übersetzung in englische Terzinen der Göttlichen Komödie von Dante. Er publizierte den Text 1921 und (revidiert, sowie mit zusätzlichen Erläuterungen versehen) 1929.

Anderson fertigte zahlreiche Übersetzungen aus dem Französischen ins Englische.

## Werke

### Danteübersetzung
- The last canto of the Paradiso being a specimen of a translation of the Divine Comedy in triple rime, Florenz 1916
- La Divina commedia. The Divine Comedy of Dante Alighieri. A line-for-line translation in the rime-form of the original, Yonkers-on-Hudson 1921 (xiv, 449 Seiten, nur die englische Übersetzung); The comedy of Dante Alighieri of Florence commonly called the Divine comedy. A line-for-line translation in the rime-form of the original, revised throughout & provided with full notes, 4 Bde., San Francisco 1929 ([1] Anderson, The Florence of Dante.--[2] Inferno.--[3] Purgatorio.--[4] Paradiso)
- The Divine comedy of Dante Alighieri, translated into English verse by Melville Best Anderson; with notes and elucidations by the translator, an introduction by Arthur Livingston, and thirty-two drawings by William Blake now printed for the first time, New York/Oxford 1932, 1944 (xxii, 491 S.)
- The Divine comedy of Dante Alighieri. The Italian text with a translation in English terza-rima verse, 3 Bde., London 1933 (622 S.; World’s Classics 392–394)

### Verschiedenes
- Some representative poets of the nineteenth century. A syllabus of University extension lectures, San Francisco 1896
- The great refusal. A war-poem, by a citizen of the United States, Florenz 1916
- (mit anderen) Ewald Flügel. Eine Darstellung seines Lebens und Wirkens, Berlin 1926, Nendeln 1967
- The Florence of Dante Alighieri. The Dante of all the world, San Francisco 1929